# Volker Klöpsch
Volker Klöpsch (* 18. Januar 1948) ist ein deutscher Sinologe und Übersetzer.
Volker Klöpsch promovierte über das um 1240 von Wei Qingzhi herausgegebene Sammelwerk Shiren yuxie („Die Jadesplitter der Dichter“), lehrt am Ostasiatischen Seminar der Universität Köln und ist Begründer und Mitherausgeber der Hefte für ostasiatische Kultur. Zusammen mit Eva Müller gab er das Lexikon der chinesischen Literatur (2004) heraus. Die Dreihundert Tang-Gedichte übersetzte er ins Deutsche, auch Die Kunst des Krieges von Sunzi.